# Bills Point
Der Bills Point ist der südliche Ausläufer der Deltainsel in der Gruppe der Melchior-Inseln im westantarktischen Palmer-Archipel.
Vermutlich erhielt die Landspitze ihren Namen durch Wissenschaftler der britischen Discovery Investigations, die 1927 eine Vermessung der Deltainsel vornahmen. Weitere Vermessung folgten 1942, 1943 und 1948 bei argentinischen Antarktisexpeditionen. Der Benennungshintergrund ist nicht überliefert.